# Waihi Village
Waihi Village, aussi connu sous le nom de Little Waihi, est situé dans l’île du Nord de la Nouvelle-Zélande.

## Situation
C’est une petite localité Māori d’environ 25 foyers , située sur la berge sud-ouest du lac Taupo à 7 kilomètres au nord-ouest de la ville de Turangi,  donc à une certaine distance de la ville de Waihi, proprement dite, située dans la région de la baie de l’Abondance.

## Histoire
Elle a été le site de 3 glissements de terrain majeurs, en 1910, mais aussi plus tôt en 1846 et autour des années 1780, qui tuèrent au total plus de 200 personnes .
Le glissement des terrains conditionna l'écoulement vers le bas le ruisseau Waimatai Stream à partir de sa source située au-dessus du village, dans la zone géothermique située dans la falaise de Hipaua Steaming Cliffs .

## Souvenirs
L’église catholique du village, nommée « Saint-Werenfried » est caractérisée par sa présence sur un timbre de Noël de 40 cents diffusé en 2002 .

## Évolution actuelle
Le village fut évacué le 29 juin 2009 après une série de petits tremblements de terre, qui amenèrent à craindre la survenue d’un nouveau glissement de terrain . 
Les résidents furent autorisés à revenir le 2 juillet 2009 .